# Montserrat Ballarín Espuña
Montserrat Ballarín Espuña (Osca, 4 de juny de 1968) és una professora universitària i política espanyola.

## Biografia
Va néixer a Osca el 4 de juny de 1968 i va cursar els seus estudis a Graus. El 1986 es va traslladar a Barcelona i va fer una llicenciatura i un doctorat en Dret per la Universitat de Barcelona. El 2000 va ser nomenada professora interina del Departament de Dret de la Universitat Pompeu Fabra (UPF), també de Barcelona, i el 2002 va fer les oposicions per ser professora titular de la universitat. A les eleccions municipals de 2003 va ser triada regidora de l'Ajuntament de Barcelona pel Partit dels Socialistes de Catalunya i va repetir en les de 2007. Durant el seu mandat, sent alcaldes Joan Clos i Jordi Hereu, va ser Regidora del Districte de Les Corts, responsable d'Hisenda i posteriorment d'Educació. El 2011 no va revalidar el seu càrrec i va tornar a la docència, com a professora de Dret Financer i Tributari a la UPF. En les eleccions municipals de 2015 va ser quarta a les llistes del PSC per a la ciutat de Barcelona i va resultar triada regidora. Entre el 2016 i 2017 va ser Regidora del Districte de l'Eixample i de Comerç i Mercats.
A les eleccions municipals de 2019 va tornar a repetir com a número quatre a les llistes del PSC i gràcies a l'acord de govern entre Barcelona en Comú i socialistes, va ser nomenada regidora de Comerç, Mercats, Règim Intern i Hisenda. També des de l'any 2019 és la Vicepresidenta de Desenvolupament Social i Econòmic de l'Àrea Metropolitana de Barcelona.